# Federación Chilena de Instituciones Femeninas
Federación Chilena de Instituciones Femeninas var en förening för kvinnors rättigheter i Chile, grundad 1944.
Den fungerade som en paraplyorganisation för Chiles kvinnoföreningar under kampanjen för kvinnors rösträtt. 